# Římskokatolická farnost Pavlov u Stonařova
Římskokatolická farnost Pavlov u Stonařova je územní společenství římských katolíků s farním kostelem svatého Víta v děkanství jihlavském.

## Historie farnosti
Nejstarší dochovaná zpráva o obci je z roku 1350. Z té doby, ne-li starší, je farní kostel sv. Víta, hlavní dominanta obce. Tato pozdně gotická stavba je písemně doložena roku 1365, dnešní podoba vznikla barokní přestavbou v letech 1772–1775.

## Duchovní správci
Administrátorem excurrendo byl od 1. ledna 1986 do 5. ledna 2015 P. Mgr. Pavel Horký. Ten byl zároveň děkanem jihlavského děkanství. Od 28. ledna 2015 byl administrátorem excurrendo P. Roman Strossa z Batelova.Novým administrátorem excurrendo byl od 1. srpna 2015 ustanoven R. D. Mgr. Jiří Buchta.

## Bohoslužby
| Kostel       | Místo  | Bohoslužba (den) | Hodina                         | Poznámka     |
| ------------ | ------ | ---------------- | ------------------------------ | ------------ |
| svatého Víta | Pavlov | neděle čtvrtek   | 9.30 17.00 (zima)/18.00 (léto) | farní kostel |

## Aktivity ve farnosti
Dnem vzájemných modliteb farností za bohoslovce a bohoslovců za farnosti brněnské diecéze je 8. říjen. Adorační den připadá na 19. květen.
Každoročně se ve farnosti koná tříkrálová sbírka. V roce 2017 dosáhl výtěžek sbírky ve Stonařově, Otíně, Pavlově a Vílanci 20 464 korun.